# John Roxborough Norman
John Roxborough Norman (* 9. September 1898 in Putney, London; † 26. Mai 1944 in Tring, Hertfordshire) war ein britischer Ichthyologe.

## Leben
John R. Norman nahm nach seinem Schulabschluss an der St Paul’s School (London) eine Tätigkeit bei der Lloyds Banking Company in London auf. 1917 wurde er zu den Queen Victoria’s Rifles eingezogen, aber bereits 1918 nach einer Erkrankung an rheumatischem Fieber als dienstuntauglich entlassen. Daraufhin nahm Norman am Imperial College London ein Studium der Zoologie auf. 1921 wurde er für eine freigewordene Stelle am Natural History Museum vorgeschlagen und verließ das Imperial College ohne Studienabschluss.
Im Natural History Museum übernahm Norman die Stelle des Kurators der ichthyologischen Sammlung von Charles Tate Regan, der zuvor zum Leiter der zoologischen Abteilung des Museums befördert worden war. Bei Normans Dienstantritt fand er die Fischsammlung nach überalterten systematischen Kriterien angelegt vor, und eine Reihe schon früher akquirierter Sammlungen war gar nicht inventarisiert. Bis 1936 arbeitete Norman mit seinen Mitarbeitern daran, die Präsentation der Schausammlung zu modernisieren.
Normans Arbeit wurde dadurch erschwert, dass er in vielen Fällen vor einer ihn zufriedenstellenden Inventarisierung eine Revision höherer Taxa durchführen musste. Aus seiner Tätigkeit im Natural History Museum entstand eine Reihe bedeutender Veröffentlichungen. 1931 erschien mit A History of Fishes ein Standardwerk zur Naturgeschichte der Fische. Von 1927 an bearbeitete Norman die Fische der ersten Forschungsfahrten der Discovery Investigations und erwarb sich mit den Publikationen dazu, die ab 1931 veröffentlicht wurden, den Ruf eines ausgezeichneten Taxonomen. Diesen Ruf bestätigte er mit einer Monografie über Plattfische, deren erster Band Hartstrahlenflundern, Butten und Schollen behandelte. Den zweiten Band konnte Norman nicht mehr vollenden. Eine weitere bedeutende Arbeit war die mit George Sprague Myers geplante Liste aller Ordnungen, Familien und Gattungen rezenter Fische mit Bestimmungsschlüsseln. Normans Teil wurde erst 1966 als vervielfältigtes Manuskript herausgegeben.
Mit Beginn des Zweiten Weltkriegs wurde Norman zum Natural History Museum at Tring versetzt, wo er für den in Großbritannien verbliebenen Teil der zoologischen Sammlung von Walter Rothschild, 2. Baron Rothschild zuständig war. Die Aufarbeitung des Sammlungsbestands, einschließlich der Inventarisierung, des Fotografierens und der Neugestaltung der Präsentation, beschäftigten ihn über Jahre.
Während seines gesamten Berufslebens litt Norman unter den Folgen seiner rheumatischen Erkrankung. Im Herbst 1943 verschlechterte sich sein Gesundheitszustand dramatisch, so dass er seinen Arbeitsplatz im Museum nicht mehr aufsuchen konnte. Während seiner Krankheit stellte er noch die Biografie seines im Vorjahr verstorbenen Freundes und Kollegen Charles Davies Sherborn fertig. Norman starb am 26. Mai 1944 und hinterließ seine Ehefrau und zwei Kinder. Noch Jahrzehnte nach Normans Tod erschienen von ihm verfasste populärwissenschaftliche Bücher im Original oder in Übersetzungen in andere Sprachen.
Norman wurde bereits 1923 Mitglied der Linnean Society of London, deren Vizepräsident er von 1940 bis 1941 war.

## Dedikationsnamen (Auswahl)
- Normanichthyidae Clark, 1937
- Acnodon normani Gosline, 1951
- Blennius normani Poll, 1949
- Luciosudis normani Fraser-Brunner, 1931
- Physiculus normani Brüss, 1986
- Poropanchax normani (Ahl, 1928)
- Scorpaena normani Cadenat, 1943

## Erstbeschreibungen (Auswahl)
- Acroteriobatus leucospilus (Norman, 1926)
- Acroteriobatus ocellatus (Norman, 1926)
- Acroteriobatus zanzibarensis (Norman, 1926)
- Aptychotrema Norman, 1926
- Chaetostoma carrioni (Norman, 1935)
- Dissostichus mawsoni Norman, 1937 (Riesen-Antarktisdorsch)
- Iago omanensis Norman, 1939
- Parakneria marmorata (Norman, 1923)
- Poecilopsettidae Norman, 1934
- Protomyctophum tenisoni (Norman, 1930)
- Rhinobatos albomaculatus Norman, 1930
- Rhinobatos annandalei Norman, 1926
- Rhinobatos holcorhynchus Norman, 1922
- Rhinobatos irvinei Norman, 1931
- Rhinobatos lionotus Norman, 1926
- Serrasalmus eigenmanni Norman, 1929

## Veröffentlichungen (Auswahl)
- John R. Norman: A History of Fishes. Ernest Benn, London 1931, Digitalisat.
- John R. Norman: Oceanic Fishes and Flatfishes Collected in 1925–27. In: Discovery Committee (Hrsg.): Discovery Reports. Volume II. University Press, Cambridge 1931, S. 263–370, Tafel II, Digitalisat.
- John R. Norman: A systematic monograph of the flatfishes (Heterosomata), Vol. 1. Psettodidae, Bothidae, Pleuronectidae. Oxford University Press, Oxford 1934, Digitalisat.
- John R. Norman: Coast Fishes. Part I. The South Atlantic. In: Discovery Committee (Hrsg.): Discovery Reports. Volume XII. University Press, Cambridge 1936, S. 1–58, Digitalisat.
- John R. Norman: Coast Fishes. Part II. The Patagonian Region. In: Discovery Committee (Hrsg.): Discovery Reports. Volume XVI. University Press, Cambridge 1937, S. 1–150, Tafeln I–V, Digitalisat.
- John R. Norman: Coast Fishes. Part III. The Antarctic Zone. In: Discovery Committee (Hrsg.): Discovery Reports. Volume XVIII. University Press, Cambridge 1940, S. 1–104, Tafel I, Digitalisat.
- John R. Norman: Fishes of Britain's rivers and lakes. Penguin, London 1943.
- John R. Norman: Squire – Memories of Charles Davies Sherborn. Harrap, London 1944.
- John R. Norman und Francis C. Fraser: Field Book of Giant Fishes. Putnam’s, New York 1949, Digitalisat.
- John R. Norman: A Draft Synopsis of the Orders, Families and Genera of Recent Fishes and Fish-Like Vertebrates. British Museum (Natural History), London 1966.
- John R. Norman: Die Fische. Parey, Hamburg 1966.
- John R. Norman: Die hohe Schule des Angelns. 6. Auflage, neu bearbeitet von Georg Peinemann. Parey, Hamburg, Berlin 1980.